# 사카이정
사카이정(일본어: 境町 사카이마치[*])은 일본 이바라키현 사시마군의 정이다.

## 지리
도네강이 정의 남단을 동서로 흐른다. 도쿄 도심에서 약 50~60km 떨어져 있다. 옛 사카이정을 중심으로 공공 시설, 상가, 대형점, 주택지가 집중되어 있고 교외는 한가로운 전원 풍경을 보인다.

## 역사
- 1889년 - 사시마군 사카이정이 성립하였다.
- 1955년 - 사카이정, 시즈카촌, 나가타촌, 사시마촌, 모리토촌이 합병해 사카이정이 성립하였다.

## 인구
| 연도 | 인구   | ±%     |
| ---- | ------ | ------ |
| 1920 | 17,273 | —      |
| 1930 | 18,522 | +7.2%  |
| 1940 | 19,655 | +6.1%  |
| 1950 | 24,333 | +23.8% |
| 1960 | 22,587 | −7.2%  |
| 1970 | 21,773 | −3.6%  |
| 1980 | 25,696 | +18.0% |
| 1990 | 26,922 | +4.8%  |
| 2000 | 27,171 | +0.9%  |
| 2010 | 25,711 | −5.4%  |

## 교통

### 도로
- 수도권 중앙 연락 자동차도
- 국도 354호선(일본어판)
- 국도 4호선